# جيني باتريك
جيني باتريك (بالإنجليزية: Jennie Patrick) هي مهندسة كيميائية وكيميائية أمريكية، ولدت في 1949 في غادسدن في الولايات المتحدة.

## طفولتها
وُلدت جيني باتريك في 1 يناير 1949 لجيمس وإليزابيث باتريك من جادسدن، ألاباما. كان والدها عاملاً، وكانت والدتها تعمل مدبرة منزل. لم يحصل أي منهما على تعليمٍ أكثر من الصف السادس، لكنهما آمنا أنّ التعليم هو السبيل للخروج من الفقر. حيث اشتريا مجموعتين من الموسوعات لأطفالهما، التي قرأتها باتريك، إلى جانب كتبٍ من المكتبة العامة المحلية.

## تعليمها
اتبعت المدرستان الابتدائية والمتوسطة الخاصتين بباتريك نظام الفصل العرقي بين السود والبيض، ولكن المدرستين كانتا داعمتين لها. كانت باتريك فضوليةً لمعرفة كيف تعمل الأشياء وكانت واسعة الخيال للغاية. في عام 1964، كانت باتريك واحدةً من مجموعة من الطلاب الأميركيين من أصول إفريقية الذين تم دمجهم مع البيض في مدرسة جادسدن الثانوية بعد قرار مجلس براون للتعليم. كان لدى مدرسة جادسدن المعدات العلمية التي احتاجتها باتريك لدراساتها العلمية، والتي لم تكن متوفرة في المدارس المحلية الخاصة بالسود. واجهت باتريك تمييزاً عنصرياً من كلٍ من الطلاب والمدرسين، وكان عليها أن تتحدى الموظفين ليتم أخذها بعين الاعتبار في الفصول التحضيرية للكلية. قالت عن تجاربها: "كانت الأشهر الأولى كابوساً حقيقياً. كان من الصعب فهم العنف العاطفي والنفسي والعقلي والبدني ضدنا." من بين الطلاب السود الأحد عشر الذين التحقوا بمدرسة جادسدن، ترك نصفهم المدرسة قبل التخرج. تخرجت باتريك مع مرتبة الشرف في عام 1967. لكن لم يُسمح لها بالانضمام إلى جمعية الشرف الوطنية لأنها كانت أمريكية من أصل أفريقي.
على الرغم من حصولها على منحة دراسية في جامعة كاليفورنيا في بيركلي، إلا أنّ باتريك درست في البداية بالقرب من منزلها، في معهد توسكيجي في ألاباما. تخصصت هناك في برنامج قصير الأمد في الهندسة الكيميائية. وعندما تم إلغاء البرنامج، انتقلت إلى بيركلي، لكنها لم تعد مؤهلة للحصول على منحة دراسية. عملت لإكمال دراستها في بيركلي، وتخرجت في عام 1973 بدرجة البكالوريوس في الهندسة الكيميائية. خلال فترة وجودها في بيركلي، شعر طلاب وأعضاء هيئة التدريس الآخرون وأعربوا عن أنها لا تنتمي إلى بيركلي، وحتى أنهم دمروا عملها. تصف باتريك خبراتها في بيركلي بأنها ساعدتها على تطوير الصرامة والاستقلال الذهنيين.
التحقت باتريك بمعهد ماساتشوستس للتكنولوجيا، حيث حصلت على درجة الدكتوراه العلمية في الهندسة الكيميائية. كان معهد ماساتشوستس للتكنولوجيا أحد أفضل الجامعات في الولايات المتحدة للدراسات الهندسية. استمتعت باتريك بالأجواء الدراسية الصعبة والمليئة بالتحديات. كما وجدت أنّ البيئة في معهد ماساتشوستس للتكنولوجيا كانت أكثر إيجابية للطلاب السود في العلوم والهندسة. وهناك درست الديناميكا الحرارية والتنوي المتجانس وانتقال الحرارة والكتلة. كان ناصحها العلمي هو روبرت سي. ريد، وكانت أطروحتها تتمحور حول ظاهرة التنوي. تخرجت عام 1979 بدرجة الدكتوراه العلمية في الهندسة الكيميائية، لتصبح بذلك أول امرأةٍ أمريكية من أصل أفريقي تحصل على الدكتوراه في الهندسة الكيميائية. كان عنوان أطروحتها هو «درجة حرارة حد فرط الإحماء لمخاليط السوائل غير المثالية ومكوناتها النقية.» حيث درست في أطروحتها فرط الإحماء، الذي يتم فيه رفع حرارة السوائل فوق درجة حرارة الغليان دون أن تصبح بخاراً. كما درست درجة الحرارة التي يمكن فيها تسخين السوائل النقية ومخاليطها لحد فرط الإحماء.

## عملها المهني
بعد تخرجها، التحقت باتريك بمختبر جنرال إلكتريك للأبحاث في شينيكتادي، نيويورك كمهندسة أبحاث. ساعدت في تطوير برنامج في تكنولوجيا استخراج الموائع فوق الحرجة. وترأست بعد ذلك برنامجاً جديداً لاستخراج الموائع فوق الحرجة وتصميم محطة رائدة في مركز أبحاث فيليب موريس في ريتشموند في ولاية فرجينيا. في عام 1985، أصبحت مديرة قسم أبحاث في شركة روم وهاس. وفي عام 1990، أصبحت مساعدة نائب الرئيس في مؤسسة خدمات الشركة الجنوبية في برمنغهام، ألاباما. 
خلال هذا الوقت، عملت باتريك أيضاً كأستاذة مساعدة في معهد رينسيلر للفنون التطبيقية (1980-1983) وفي معهد جورجيا للتكنولوجيا (1983-1987). في عام 1993، انتقلت من الصناعة إلى الأوساط الأكاديمية، حيث عادت إلى معهد توسكيجي كأول عالمة تشغل كرسي الباحثين البارزين في جامعة توسكيجي. بين عامي 1993 و1997، كانت نشطة في مجال البحوث ومساعدة طلاب الأقليات المهتمين بالعلوم والهندسة. في توسكيجي، طوّرت برنامجا توجيهياً للفتيات في العلوم. حيث قامت بتدريس الطلاب استراتيجيات البقاء في البيئات المعادية. وكانت مستشارة تقنية في مؤسسة رايثيون في برمنغهام، ألاباما ودرست تعليم أطفال الحضر.
خلال حياتها المهنية في الصناعة الكيميائية، تعرضت باتريك للعديد من المواد الكيميائية، والذي قد يكون أثّر على صحتها. منذ تقاعدها في عام 2000، عملت باتريك على إنشاء معهد الصحة البيئية لتثقيف العامة حول المخاطر البيئية.
حصلت باتريك على جائزة المرأة البارزة في العلوم والهندسة في عام 1980. وحصلت على الدكتوراه الفخرية في العلوم من جامعة توسكيجي في عام 1984. وحصلت في نفس العام على جائزة كانديس من مؤسسة الائتلاف الوطني لمئة امرأة سوداء. كما حصلت على جائزة وليام غرايمز من المعهد الأمريكي للمهندسين الكيميائيين في عام 2000، وجائزة السود المتميزين في الهندسة الكيميائية من المعهد الأمريكي للمهندسين الكيميائيين في عام 2008.